# George Tillman Jr.
George Tillman Jr. (Milwaukee, 26 gennaio 1969) è un regista, sceneggiatore e produttore cinematografico statunitense.

## Biografia
Nato a Milwaukee (Wisconsin), sin da piccolo è stato appassionato di cinema. Sembra che abbia iniziato a dedicarsi alla cinematografia dopo aver visto il film Cooley High di Michael Schultz. Si è iscritto al Columbia College dopo si è diplomato in "Film and Video", ha ricevuto una laurea nel 1991. Al college ha conosciuto Robert Teitel, che insieme alla sua piccola casa cinematografica "Menagerie Films" è riuscito a far dirigere e sceneggiare il primo prodotto di Tillman, Paula.
Il corto mostrava la vita di un diciassettenne afroamericano alle prese con la vita di tutti i giorni, alle mostre locali il metraggio ricevette buoni riscontri, ottenendo addirittura un premio dall'Academy of Motion Picture Arts and Sciences e due riconoscimenti minori dalla Sciences Student Academy Award e dalla Black Filmmakers' Hall of Fame Award.
Nel 1994, Tillman ha debuttato sul medio schermo con il violento Scenes for the Soul, che prodotto quasi indipendentemente con una spesa di 150.000 $ è stato interpretato da giovani della periferia di Chicago (città in cui è stato girato). Il vero successo arriva comunque nel 2000, quando viene incaricato di dirigere il thriller Men of Honor, interpretato tra gli altri dalle star Robert De Niro, Cuba Gooding Jr. e Charlize Theron. Nel 2009 esce Notorious B.I.G., biografia del rapper statunitense The Notorious B.I.G..

## Vita privata
È sposato con l'attrice Marcia Wright, da cui sinora ha avuto un figlio.

## Filmografia

### Regista
- Paula - cortometraggio (1992)
- Scenes for the Soul (1995)
- I sapori della vita (Soul Food) (1997)
- Men of Honor - L'onore degli uomini (Men of Honor) (2000)
- Notorious B.I.G. (2009)
- Faster (2010)
- The Inevitable Defeat of Mister and Pete (2013)
- La risposta è nelle stelle (The Longest Ride) (2015)
- Il coraggio della verità - The Hate U Give (The Hate U Give) (2018)
- George Foreman - Cuore da leone (Big George Foreman) (2023)

### Sceneggiatore
- Paula (1992) - Cortometraggio
- Soul Food (2000) - Serie TV
- I sapori della vita (Soul Food) (1997)
- George Foreman - Cuore da leone (Big George Foreman) (2023)

### Produttore
- Soul Food (2000) - Serie TV
- La bottega del barbiere (Barbershop) (2002)
- La bottega del barbiere 2 (Barbershop 2: Back in Business) (2004)
- La bottega del barbiere (2005) - Serie TV
- Beauty Shop (2005)
- Roll Bounce (2005)
- The Brandon T. Jackson Show (2006) - Film TV
- Nothing Like the Holidays (2008)
- La bottega del barbiere 3 (Barbershop: The Next Cut), regia di Malcolm D. Lee (2016)
- Il coraggio della verità - The Hate U Give (The Hate U Give), regia di George Tillman Jr. (2018)
- For Life (serie televisiva) (2020-2021) - Serie TV